# وسوسه شیطان
وسوسه شیطان فیلمی به کارگردانی محمد زرین دست محصول سال ۱۳۴۶ است که فیلمنامهٔ آن را محمد زرین دست، رحیم معینی کرمانشاهی، کریم فکور از رمان برادران کارامازوف نوشتهٔ فئودور داستایوسکی اقتباس کرده‌اند.

## خلاصه داستان
روابط اعضای یک خانواده اشرافی پدر و چهار پسرش ماجراهایی می‌سازد.

## بازیگران
- بهروز وثوقی
- پوری بنایی
- فرخ ساجدی
- آنوشاوان هاروتیونیان
- محمد زرین دست
- مارینا متر
- عباس مغفوریان